# Франко, Мануэль
Мануэль Франко (исп. Manuel Franco; 9 июня 1871, Консепсьон — 5 июня 1919, Асунсьон) — парагвайский политик, президент Парагвая.

## Ранние годы
Доктор Мануэль Франко родился в Консепсьоне 9 июня 1871 года и был потомком президента Республики Сирило Антонио Риваролы. Он был сыном Хосефы Антонии Франко. Сам Мануэль умер холостяком, хотя имел четырех детей: Эваристо, Фернандо, Марию Анну и Мануэля.
После окончания начальной школы молодой Мануэль Франко, в сопровождении своей тети донны Трифоны Франко Иснарди, отправился в Асунсьон, чтобы продолжить образование. Он поступил в Национальный колледж Асунсьона. Далее Мануэль стал студентом юридического факультета университета, где получил докторскую степень.

## Политическая карьера
Нехватка денег заставила Мануэля еще во время учебы в колледже поступить на государственную службу. В 1893 году он был назначен бухгалтером Управления общей бухгалтерской отчетности. В августе 1899 года Франко вошел в Национальный совет образования вместе с д-ром Мануэлем Домингесом. Президент Эскурро в июне 1903 года назначил Франко директором Национального колледжа, на этом посту он оставался до 1907 года.
Во время президентства Эмилиано Гонсалеса Наверо Франко был назначен министром юстиции, культуры и народного просвещения, а в 1908 году - министром внутренних дел.
В 1912 году Франко стал сенатором и ректором университета, в 1913 году - генеральным прокурором, а в 1916 году вернулся на своё место в сенате.
15 августа 1916 года Франко был выдвинут Либеральной партией в качестве кандидата на пост президента республики и победил в голосовании, приняв мандат от Эдуардо Шерера. Вице-президентом Франко назначил д-ра Хосе Педро Монтеро.
Франко поставил для себя в качестве целей деятельности развитие профессионального образования, земельную реформу, введение тайного голосования и фиксацию курсов валют. Он смог сформировать эффективный кабинет министров из самых авторитетных политиков страны, таких как Луис Альберто Риарт, Мануэль Гондра, Феликс Пайва, Элихио Айала и Эрнесто Веласкес.
5 июня 1919 года Мануэль Франко скончался в своем рабочем кабинете от сердечного приступа, и его сменил вице-президент Монтеро.